# Trümmerliteratur
Trümmerliteratur var en riktning inom tyskspråkig litteratur de första få åren efter andra världskrigets slut. Trümmer betyder spillror eller ruiner.

## Om riktningen
Beteckningar som Kahlschlagliteratur (kalhyggelitteratur), Heimkehrerliteratur (återvändarlitteratur) och Literatur der Stunde null (Timme noll-litteratur), används ofta som synonymer till Trümmerliteratur. Med Stunde null (Timme noll) avses här tidpunkten för Nazitysklands fullständiga kapitulation och sammanbrott, vilket markerar slutet på andra världskriget i Europa och en nystart för Tyskland och Österrike. Trümmerliteratur varade som riktning till ungefär 1950. Riktningen fick dock aldrig samma intensitet i Österrike som i Tyskland.
I centrum för Trümmerliteratur stod ofta återvändande från krig eller fångläger, vars världsbild och tillvaro slagits i spillror, där rena överlevnaden samsas med frågor kring kollektiv skuld. Dessa allra första år efter kriget var det dock nästan bara författare med judisk bakgrund som skrev om Förintelsen, medan ämnet än så länge undveks av de flesta andra.
Trümmerliteratur motsvaras inom filmen av Trümmerfilm.

### Kahlschlagliteratur
Även det tyska språket upplevdes vara slaget i spillror efter åren med nazismens intensiva och utbredda propaganda. Flera verk kom därmed under den här perioden att präglas av ett undvikande av ideologi och känslouttryck, av en sorts realism som trots sin sakliga form ändå kunde tillåtas antyda en irrationell dimension av tillvaron. Den litteratur som präglas av denna språkliga dimension brukar definieras som Kahlschlagliteratur, som en distinktion gentemot annan Trümmerliteratur.

## Verk
Kafka och Hemingway blev nya förebilder för efterkrigslitteraturen. Hermann Kasack gav 1947 ut sin framgångsrika roman Staden bortom floden (tyska: Die Stadt hinter dem Strom), som hade tydliga Kafkainfluenser.
Radion blev viktigt för spridandet av den nya litteraturen. En av riktningens förgrundsgestalter var Wolfgang Borchert, som dock dog tidigt. Ett av hans mest kända verk blev skildringen av hemvändarnas hopplöshet i radioteaterstycket Utanför dörren (Draussen vor der Tür) från 1947.
Heinrich Böll blev något av en frontfigur för Trümmerliteratur, innan han efter några år, som många andra författare, fick en annan inriktning. Andra betydande företrädare var Erich Kästner, Günter Eich och Wolfdietrich Schnurre.